# Хрістос Афрудакіс
Хрістос Афрудакіс (23 травня 1984) — грецький ватерполіст.
Учасник Олімпійських Ігор 2004, 2008 років.
Призер Чемпіонату світу з водних видів спорту 2005, 2015 років.